# Prény
Prény ist eine französische Gemeinde mit 373 Einwohnern (Stand 1. Januar 2022) im Département Meurthe-et-Moselle in der Region Grand Est (bis 2015 Lothringen). Sie gehört zum Arrondissement Toul (bis 2022: Arrondissement Nancy) und ist Mitglied im Gemeindeverband Communauté de communes Mad et Moselle.

## Geografie
Prény liegt auf einem Hügel zweieinhalb Kilometer östlich der Mosel in einer Höhe von ca. 330 m und liegt ca. 20 Kilometer südwestlich von Metz; die Stadt Toul befindet sich etwa 35 Kilometer südsüdwestlich.
Umgeben wird Prény von den neun Nachbargemeinden:
| Rembercourt-sur-Mad Waville | Villecey-sur-Mad Onville                    | Pagny-sur-Moselle |
| Jaulny                      | Kompassrose, die auf Nachbargemeinden zeigt |                   |
| Viéville-en-Haye            | Vilcey-sur-Trey                             | Vandières         |

Über die Hälfte der Fläche der Gemeinde wird landwirtschaftlich genutzt, knapp 40 % ist bewaldet. Die LGV Est européenne, eine Schnellfahrstrecke, die Paris mit Ostfrankreich verbindet, durchquert das Gemeindegebiet von West nach Ost ohne Haltepunkt. Prény liegt fernab von größeren Verkehrsachsen. Die Route départementale D82 verbindet die Gemeinde mit der nahe gelegenen Nachbargemeinde Pagny-sur-Moselle.

## Geschichte

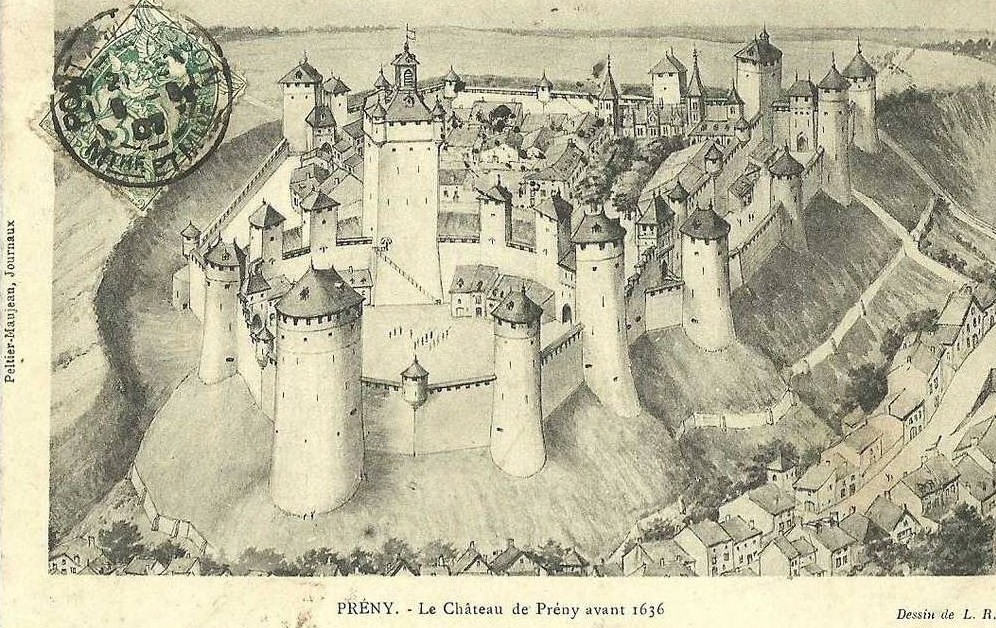
Festung Prény vor ihrer Schleifung im Jahr 1636 (Zeichnung Anfang 20. Jahrhundert)

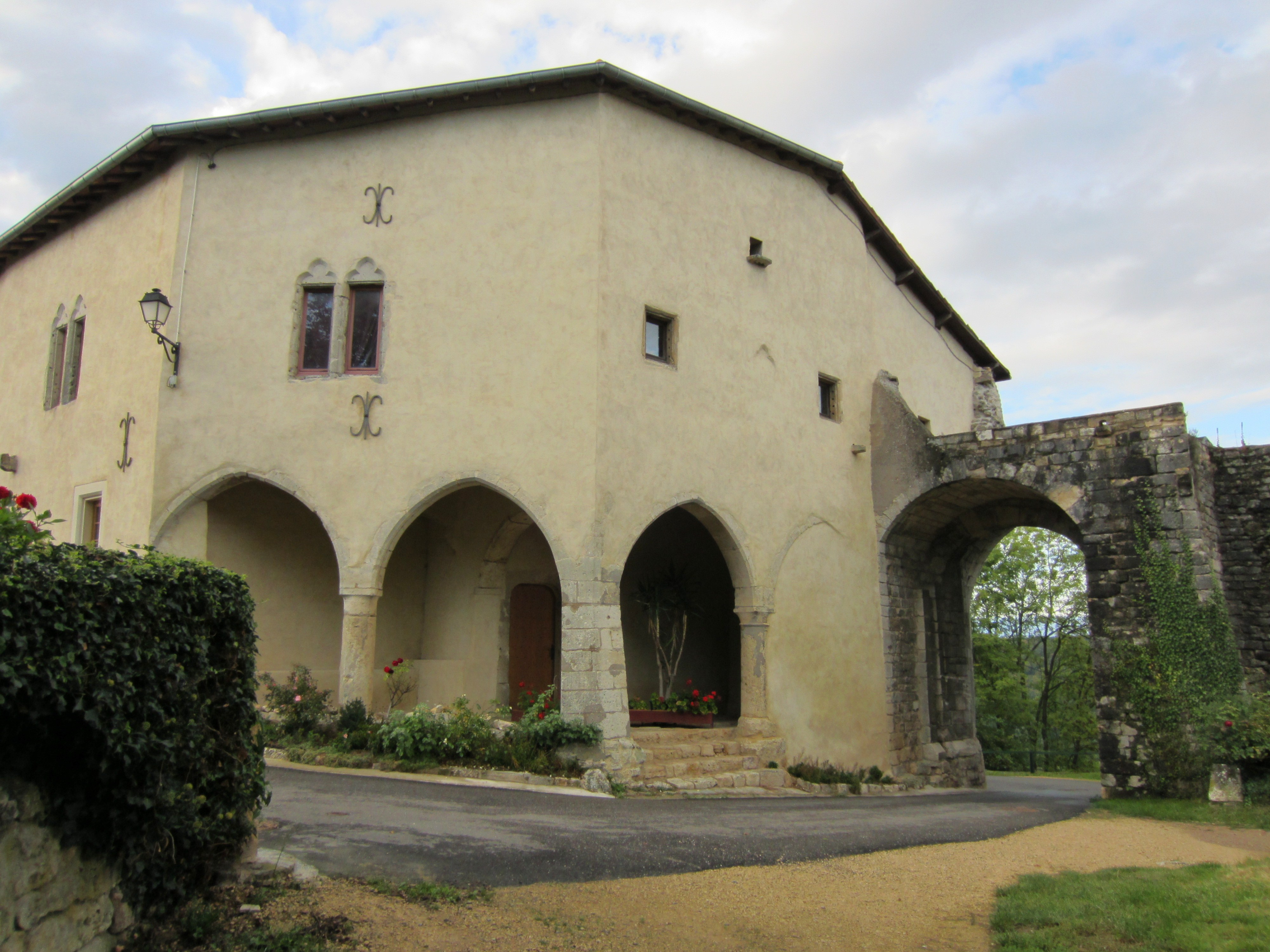
Burgtor und Wachhaus

Archäologen vermuten, dass der markante und strategisch bedeutsame Hügel von Prény bereits in keltischer Zeit von einer befestigten Siedlung (oppidum) bekrönt war. Der römischen und gallorömischen Zeit sind nur wenige Funde zuzuordnen. Die erste urkundliche Erwähnung des Ortes stammt aus dem Jahr 960.
Die Herzöge von Lothringen erbauten ab dem 10. Jahrhundert eine Burganlage (château), die im 12. Jahrhundert zu ihrem bevorzugten Aufenthaltsort wurde, jedoch wiederholt von den Grafen von Bar belagert wurde, die im Jahr 1207 schließlich die Festung einnehmen konnten und sie zerstörten. Die Anlage wurde jedoch wiederaufgebaut und konnte im Jahr 1262 fünf Monate lang einer erneuten Belagerung durch die Grafen von Bar widerstehen. Weitere Auseinandersetzungen zwischen den streitenden Parteien untereinander und mit den Herzögen von Burgund folgten bis schließlich im ausgehenden 15. Jahrhundert unter René d’Anjou und seinem Enkel René II. das Herzogtum Bar und das Herzogtum Lothringen ineinander aufgingen. Kurz zuvor war Burgund mit Hilfe der Eidgenossen in der Schlacht bei Nancy (5. Januar 1477) besiegt worden.
Während des Dreißigjährigen Kriegs (1632) wurde die Festung Prény von französischen Truppen besetzt und wenige Jahre später (1636) auf Befehl Kardinal Richelieus geschleift, da  dieser ein Wiedererstarken der Lothringer befürchtete. Die Festung spielte fortan keine militärstrategische Rolle mehr. Im Verlauf der Französischen Revolution wurde sie als Nationalgut (Bien national) verkauft.
Deutsche Truppen eroberten Prény am 5. September 1914; sie integrierten den kleinen Ort mit seiner großen Festungsruine in der Folge in ihr Verteidigungssystem und umgaben ihn mit mehreren Schützenstellungen im Rahmen des ‚Blockhaus‘-Konzepts. In den Jahren 1940 bis 1944 wurde Prény erneut von der Wehrmacht besetzt.

## Bevölkerungsentwicklung
| Jahr      | 1962 | 1968 | 1975 | 1982 | 1990 | 1999 | 2006 | 2012 | 2019 |
| Einwohner | 181  | 157  | 165  | 239  | 303  | 340  | 379  | 375  | 362  |

Im 19. Jahrhundert lag die Einwohnerzahl des Ortes konstant zwischen etwa 350 und 420 Personen. Danach sank die Zahl der Einwohner langsam aber stetig bis auf die Tiefststände in den 1960er und 1970er Jahren ab, doch die Nähe zur Großstadt Metz hatte in den letzten Jahren einen deutlichen Wiederanstieg zur Folge.

## Sehenswürdigkeiten
- Die auch als Ruinen immer noch imposanten Festungs- und Schlossbauten des Château de Prény entstanden in einem Zeitraum von etwa fünf Jahrhunderten und erstrecken sich über eine Fläche von ca. 45.000 Quadratmeter; sie wurden bereits im Jahr 1862 als Monument historique klassifiziert.[1] Innerhalb des Mauergevierts sieht man noch Reste der Wohnbebauung und von militärisch genutzten Gebäuden; mehrere Kamine sind erhalten.
- Das Wachhaus (corps de garde) entstand in der zweiten Hälfte des 13. Jahrhunderts. Es ist seit 2001 als Monument historique eingeschrieben. Das danebenliegende Tor (porte des champs) führte zu den Feldern im Tal.
- Die Kirche Saint-Pierre entstand im Jahr 1824, wurde aber einhundert Jahre später gründlich restauriert.
- Am Ortsrand stehen zwei überdachte Waschplätze (lavoirs).

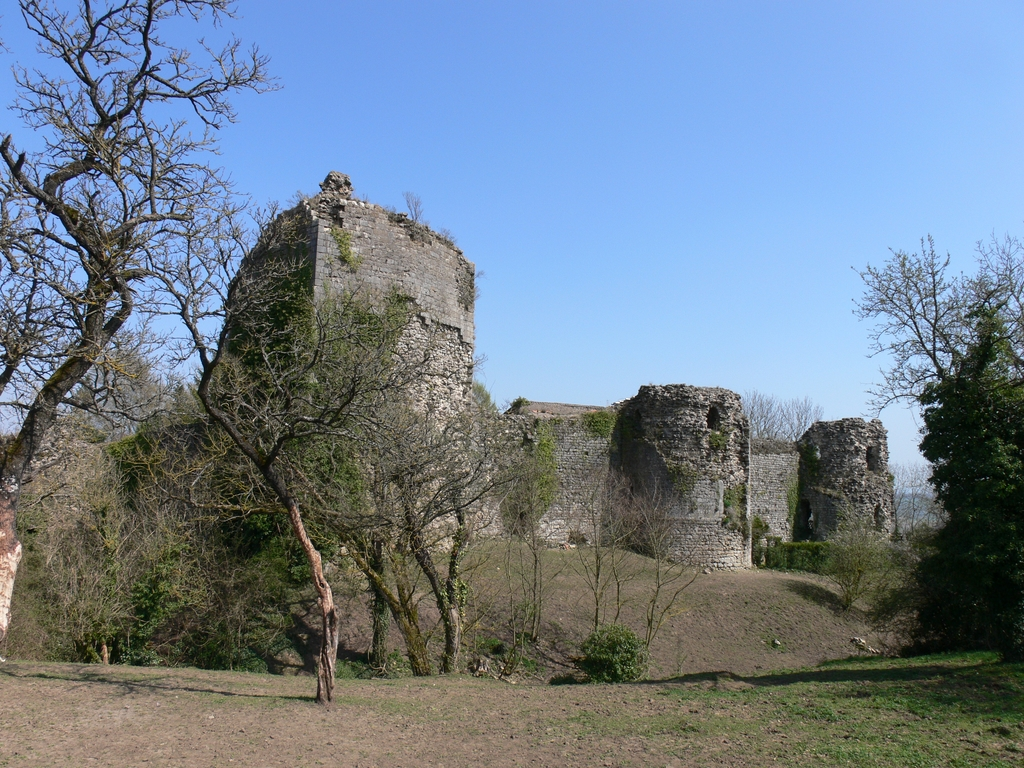
Abschnitt der Festungsmauer
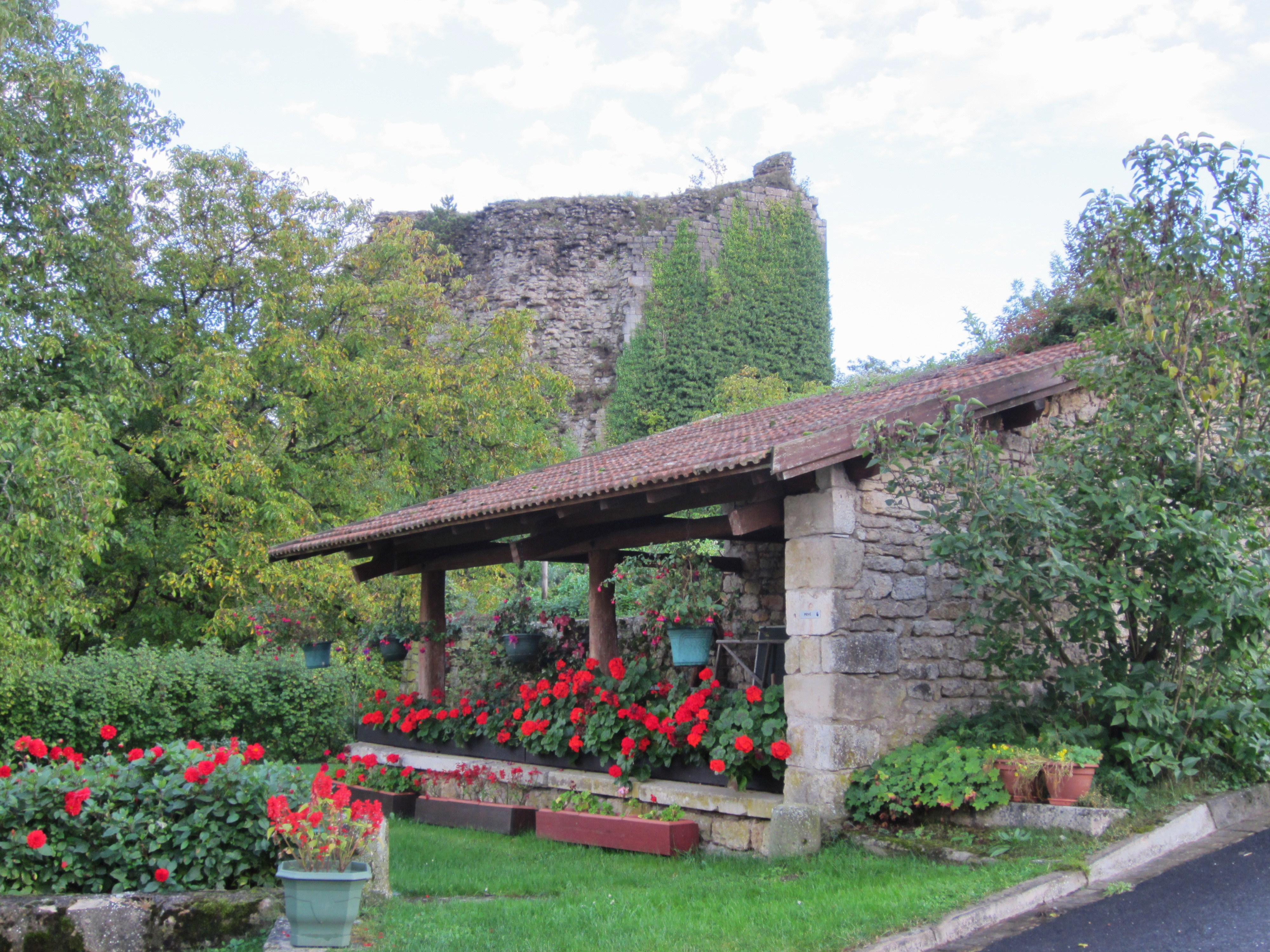
Waschhaus (lavoir) und Burgruine
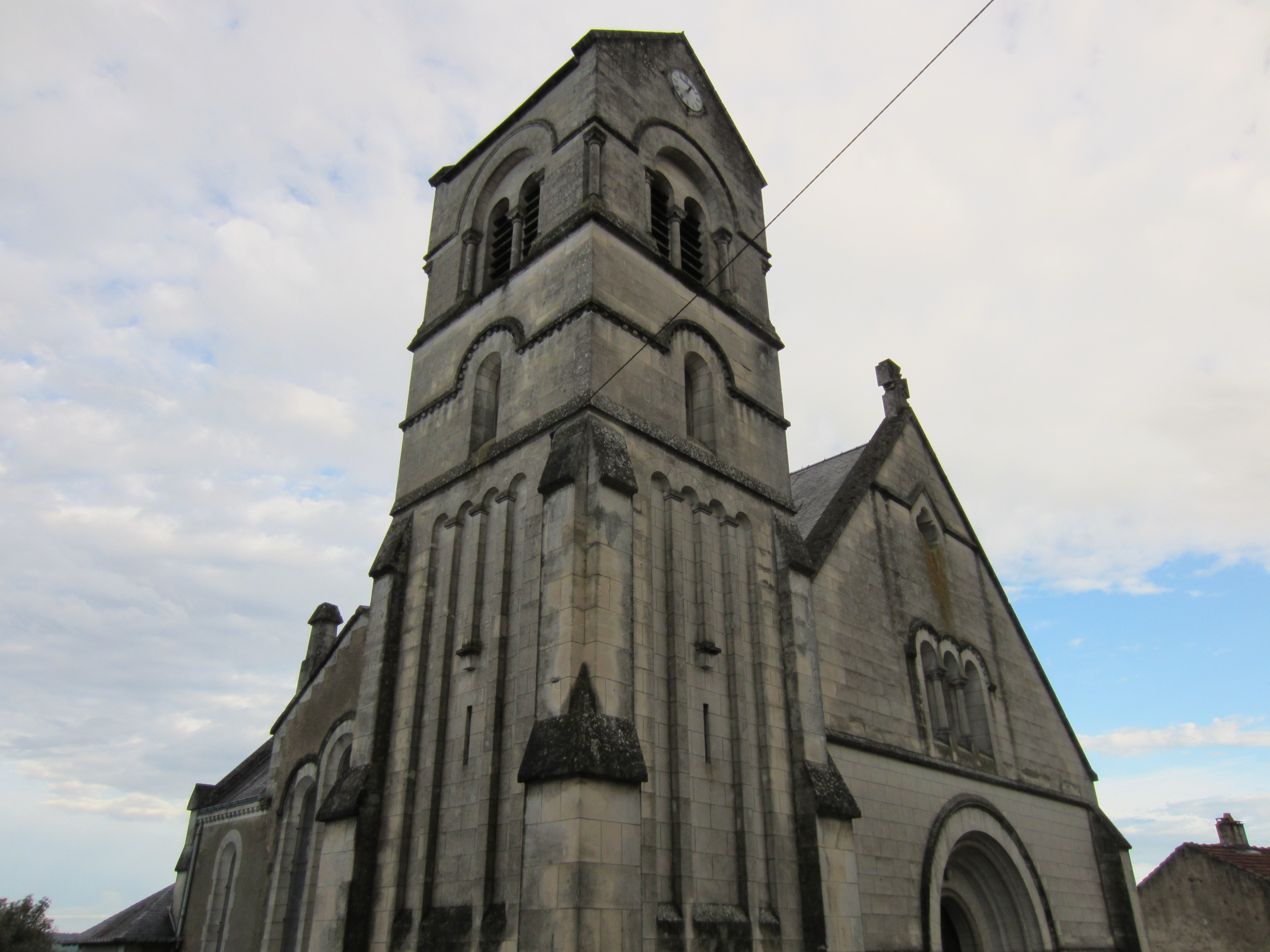
Kirche Saint-Pierre

## Wirtschaft
Im Mittelalter war Prény ein eher unbedeutendes Dorf wie andere in der Gegend auch. Die Bewohner hatten Dienstleistungen für die Burgherren zu erbringen und lebten ansonsten bis ins 20. Jahrhundert hinein als Selbstversorger von der Landwirtschaft auf den Feldern im Tal. Heutzutage spielt der Tourismus eine nicht unbedeutende Rolle für das wirtschaftliche Leben des Ortes.

## Persönlichkeiten
- Der deutsche Schriftsteller Ernst Jünger (1895–1998) besichtigte im April 1915 kurz den Ort Prény, den er in seinem Hauptwerk In Stahlgewittern als hübsches Bergdorf bezeichnete, welches von einer Burgruine überragt wird.